# Staudamm Bilibili
Der Staudamm Bilibili auf der indonesischen Insel Sulawesi liegt etwa 30 km östlich von Makassar und 40 Kilometer flussabwärts am Jeneberang. Der 73 Meter hohe Staudamm mit einem Stauraum von 380 Millionen Kubikmetern ist der größte Südsulawesis, wurde im Jahr 1999 fertiggestellt und von der damaligen indonesischen Präsidentin Megawati Soekarnoputri eingeweiht. Damm und Stausee umfassen eine Fläche von 40.428 Hektar und wurden mit Hilfe von Auslandskrediten in Höhe von 780 Milliarden Rupiah zusammen mit der Japan International Cooperation Agency (JICA) errichtet. Der Stausee stellt die Hauptwasserversorgung des Gebietes von Makassar und Gowa dar. Die jährlichen Sedimentablagerungen von der Caldera des Bawakaraeng stellen ein Problem für den Stausee dar, der sich dadurch allmählich füllt, was auch zu einer Trübung der Wasserqualität führt.